# 若者のすべて (テレビドラマ)
『若者のすべて』（わかもののすべて）は、1994年10月19日から12月21日まで毎週水曜日21:00 - 21:54に、フジテレビ系「水曜劇場」枠で放送されたテレビドラマ。主演は萩原聖人。

## あらすじ
22歳の原島哲生（萩原聖人）は亡き両親が残した自動車修理工場を営んでいる。妹の妙子（山口紗弥加）は両親を亡くしたショックで心を閉ざしており、工場の経営は上手く行っていない。圭介（武田真治）は町医者の父の跡を継ぐために医大を目指し4浪中である。薫（鈴木杏樹）は街を出て商社でOLとして働き、亮子（深津絵里）は地元の信用金庫に勤めながら劇団に所属して女優を目指している。ある事件がもとで植物人間になってしまった守（EBI）、その原因に関与していたことで皆の前から姿を消した武志（木村拓哉）。川崎の下町で生まれ育った幼馴染みの仲間達が、夢を追い苦難しながら生き抜く青春群像劇である。

## キャスト

### 主要人物
- 原島哲生 - 萩原聖人
- 上田武志 - 木村拓哉
- 青柳圭介 - 武田真治
- 崎山薫 - 鈴木杏樹
- 水沼亮子 - 深津絵里
- 吉田守 - EBI

### 哲生の関係者
- 原島妙子（哲生の妹） - 山口紗弥加
- 市川勉（原島自動車修理工場の従業員） - 趙方豪
- マリコ（市川の妻） - 近江かよ子

### 武志の関係者
- 村松千鶴子（武志に一目惚れして付きまとい同棲する） - 遠山景織子

### 圭介の関係者
- 沖野里見（医大を目指す2浪生、圭介と互いに好意を抱く） - 篠原涼子
- 青柳英俊（圭介の父） - 塚本信夫

### 薫の関係者
- 堀勇一（薫の婚約者、商社の同僚） - 入江雅人
- 崎山節子（薫の母） - 赤座美代子
- 薫の父 - 矢田稔
- ミユキ（薫の妹） - 吉田真由子

### 亮子の関係者
- 山崎慎介（亮子の恋人、劇団員） - 大沢たかお
- 水沼克也（亮子の父） - 平泉成
- 亮子の母 - 森実昭子

### 守の関係者
- 吉田尚子（守の姉） - 川島なお美

### その他の人物
- ミチオ - 井ノ原快彦（当時ジャニーズJr.）
- ミチオの仲間 - 吉江太一、宮田裕一
- 反町 - 安藤麗二
- 反町の仲間 - 沢向要士（現：澤向要進）
- 焼肉「大同苑」店員 - 梅沢昌代
- マスター - 宇治田みのる
- 武志のバイト先の先輩 - 平嶋圭
- 武志のバイト先のラーメン店店員 - 橋本和人
- 年配刑事 - 清水宏
- 若手刑事 - 浅川剣介
- 相原（市役所職員） - 山崎一
- 川島晶子（園職員） - 友里千賀子[注 2]
- 妙子の担任 - 五島悦子
- 教師 - 山中篤（現：山中篤史）
- 喫茶店の医大生 - 鼓太郎、根岸大介
- 医大のコンパ司会者 - 福島英絋
- 医大の受付係 - 寺田千夏（現：てらだちなつ）
- 鷺沼（圭介の父の後輩） - 村松克己
- 田辺（薫の同僚） - 鎌江愛
- 薫の同僚 - 三輪優子（現：みわ優子）、神崎舞子
- 薫の上司 - 村田則男、おやま克博（現：小山かつひろ）
- 薫の面接担当者 - 小川隆市
- 銀行員（亮子の上司）- 石井洋祐
- 銀行の客 - 吉田はるみ
- 医師 - 牧村泉三郎
- 看護師 - 惰野真由美
- ミチヨ（園児） - 土田文音
- ミチヨの父 - 小林操
- ミチヨの母 - 野沢由香里
- 哲生が武志の捜索依頼をした人 - 児玉頼信
- 青果店店員 - 松田真知子
- スーパーマーケット関係者 - 石田登星
- 文房具店前の通行人親子 - 三谷侑未[注 3]、河東真実

## スタッフ
- 脚本 - 岡田惠和
- 演出 - 中江功、木村達昭、臼井裕詞
- 音楽 - 岡崎倫典
- 主題歌 - Mr.Children「Tomorrow never knows」（トイズファクトリー）
- 挿入歌 - Mr.Children「星になれたら」「CHILDREN'S WORLD」「ジェラシー」
- 演出補 - 臼井裕詞、南雲聖一
- プロデュース補 - 唐木昭浩、谷古浩子、山口雅俊
- プロデュース - 亀山千広、杉尾敦弘
- 制作著作 - フジテレビ

## 放送日程
| 各話                                                       | 放送日         | サブタイトル              | 演出     | 視聴率 |
| ---------------------------------------------------------- | -------------- | ------------------------- | -------- | ------ |
| 第1話                                                      | 1994年10月19日 | 君を守るために…           | 中江功   | 15.5%  |
| 第2話                                                      | 1994年10月26日 | 幸せになりたい            | 中江功   | 15.7%  |
| 第3話                                                      | 1994年11月02日 | 胸に秘めた思い            | 中江功   | 15.2%  |
| 第4話                                                      | 1994年11月09日 | 傷つけ合う二人            | 木村達昭 | 15.9%  |
| 第5話                                                      | 1994年11月16日 | それぞれの別れ…           | 木村達昭 | 18.3%  |
| 第6話                                                      | 1994年11月23日 | その夜、奇跡が…           | 臼井裕詞 | 17.2%  |
| 第7話                                                      | 1994年11月30日 | 友の死を越えて            | 中江功   | 15.2%  |
| 第8話                                                      | 1994年12月07日 | 帰ってきたあいつ          | 木村達昭 | 17.2%  |
| 第9話                                                      | 1994年12月14日 | 22歳、愛ある決意          | 中江功   | 16.2%  |
| 最終話                                                     | 1994年12月21日 | 誰も知ることのない明日へ… | 中江功   | 15.7%  |
| 平均視聴率 16.2%（視聴率は関東地区・ビデオリサーチ社調べ） |                |                           |          |        |

- 最終話は21時 - 22時24分の30分拡大放送。

## 受賞
- 第3回ザテレビジョンドラマアカデミー賞[1][2]
  - 主題歌賞（Mr.Children）
  - ベストドレッサー賞（木村拓哉）
  - 撮影賞
  - キャスティング賞

## 関連商品
Blu-ray・DVD
- 若者のすべて Blu-ray BOX（2023年12月6日発売、ポニーキャニオン）
- 若者のすべて DVD-BOX（2002年6月19日発売、ポニーキャニオン）

VHS
- 若者のすべて <永久保存版BOXセット> VHS 全4巻（1995年3月17日発売、ポニーキャニオン）
- 若者のすべて VHS 1巻〜4巻（1995年3月17日発売、ポニーキャニオン）

サウンドトラック
- 若者のすべて（1994年11月18日発売、ポニーキャニオン）

## 備考
- 脚本の岡田惠和にとって初めての完全オリジナルの連続ドラマである。
- 日本のテレビドラマにおける『アウトサイダー』（マット・ディロンの初期の出演作として知られるアメリカ映画）的作品と言われ、事実制作者もこの映画を参考にしてキャスティングやストーリーなどを考案した、と『ザ・テレビジョン』誌上で答えていた。